# Erzbistum Bar

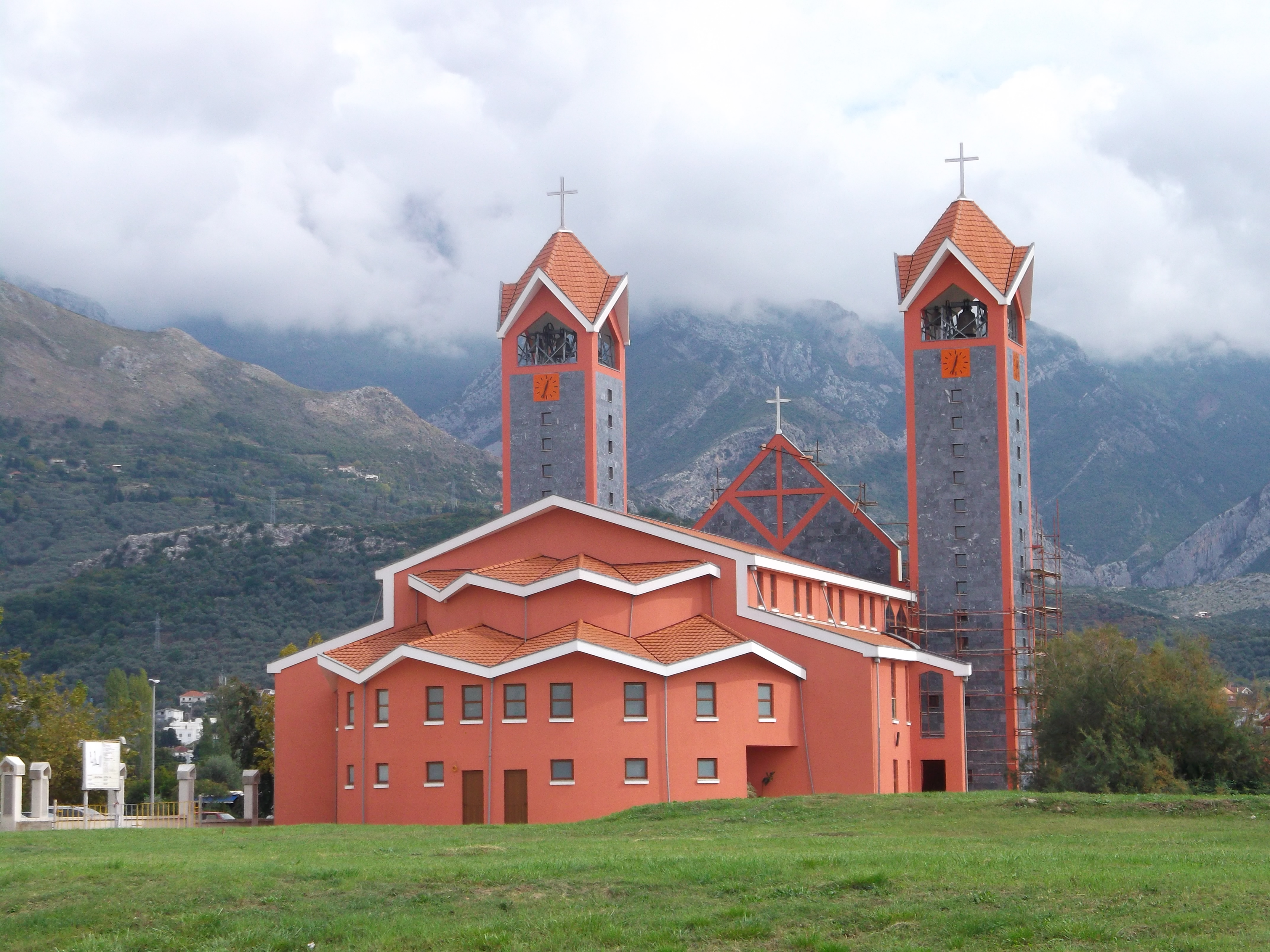
Kathedrale St. Petrus in Bar

Das römisch-katholische Erzbistum Bar (lat.: Archidioecesis Antibarensis, ‚Antivari‘) mit Sitz in der montenegrinischen Hafenstadt Bar wurde im 11. Jh. gegründet. Am Konzil von Chalcedon 451 hat ein dioklitischer Bischof Evandrus teilgenommen, dies bezieht sich aber wahrscheinlich auf das phrygische Diokletien. Zur Zeit Papst Gregors I. (590–604) war der Bischof von Dioclea dem Bischof von Skadar unterstellt. Zur Zeit des byzantinischen Kaisers Leo III. (717–741) gehörte er zur Metropolie von Dyrrachion. Im 9. Jh. erhielt Dioclea einen Erzbischof. Im 11. Jh. wurde das Erzbistum gegründet, der Erzbischof trug den Titel archiepiscopus Diocliensis atque Antibarensis ecclesiae. Mit einer Bulle des Papstes Alexander II. 1067 wurden ihm die Bistümer Duklja, Palač, Svač, Skadar, Drivast, Pilot, Ras, Bosnien und Travunien unterstellt. Es gehört keiner Kirchenprovinz an und untersteht dem Heiligen Stuhl direkt. Bei einer Größe von 13.138 km² umfasst die Erzdiözese fast das ganze Land, abgesehen vom Gebiet der Bucht von Kotor, das in Kotor einen eigenen Bischof hat (Bistum Kotor).
Die römischen Katholiken stellen nur 2,2 Prozent der im Gebiet des Erzbistums lebenden Bevölkerung.
Der starke Rückgang der Gläubigen ist neben dem in den ehemals kommunistischen Ländern besonders starken Trend zur Entchristlichung auch auf eine starke wirtschaftlich bedingte Emigration zurückzuführen. Diese hält bis heute an, da in Montenegro die Arbeitslosigkeit nach wie vor sehr hoch ist. Über 90 Prozent der Diözesanen leben entweder in der Küstenregion, neben Bar, vor allem in den Städten Budva und Ulcinj, oder im Bergland Malesija bei Tuzi. Etwas mehr als die Hälfte der Gläubigen im Erzbistum sind albanischsprachig.

## Geschichte
Das Christentum fand schon im 3. oder 4. Jahrhundert Eingang in die Küstenregion des heutigen Montenegro, als dieses Gebiet zur römischen Provinz Praevallis gehörte. Die Teilung des Römischen Reiches im Jahr 395 war insofern bedeutend für das Christentum in der Region, als sich hier die Nahtstelle zwischen östlicher und westlicher Christenheit bildete, die die Geschichte des Erzbistums Bar entscheidend mitgeprägt hat.
Bis ins 12. Jahrhundert gehörte Dioclea, so der mittelalterliche Name der Region, zum Byzantinischen Reich. Die Bistümer an der östlichen Adriaküste unterstanden aber dem Hl. Stuhl in Rom. Neben dem im 9. Jahrhundert begründeten Bistum Bar, gab es auch Bischöfe in Budva, Ulcinj, Kotor und Lezha. Der Benediktinerorden errichtete im 10. und 11. Jahrhundert eine Reihe von Klöstern in der Region, die für die enge geistige und kulturelle Anbindung an Italien von Bedeutung waren.
1034 wurde Bar zur Erzdiözese erhoben. Neben den oben genannten Bistümern wurden ihm auch Shkodra, Pult und Sapa als Suffragane unterstellt. 1089, unter der Regierung von Konstantin Bodin, wurde die Erzdiözese Bar endgültig als Erzbistum bestätigt. Zuvor musste es sich der Einverleibung durch das Erzbistum von Dubrovnik erwehren. Da Konstantin Bodin als serbischer König herrschte, wurde der Erzbischof von Bar ebenfalls zum Primas von Serbien, ein Titel, den die Erzbischöfe von Bar bis in die jüngste Geschichte führten. Nach der päpstlichen Bulle war das Erzbistum Bar für alles Land zwischen den Flüssen Save, Donau, des Drin und der Bojana zuständig.
Der Sitz des Erzbischofs, Bar, wurde nach dem Zusammenbruch der byzantinischen Macht an der Adria nach kurzer Unabhängigkeit abwechselnd von den Königen Serbiens und Ungarns oder von der Republik Venedig beherrscht. In der Zeit des Zaren Stefan Dušan wuchs der Einfluss der Orthodoxie im Kerngebiet der Erzdiözese. Der serbische Herrscher gründete mehrere Klöster an der Adriaküste und ließ orthodoxe Kirchen errichten, um seinen Herrschaftsanspruch zu untermauern. In der zweiten Hälfte des 14. Jahrhunderts begründete die Dynastie der Balšić ein unabhängiges Fürstentum Zeta. Die Balšić traten von der orthodoxen zur römisch-katholischen Konfession über und sie verpflichteten sich gegenüber Papst Urban V., die Rechte und Besitzungen des Erzbischofs von Bar wie auch des Bischofs von Kotor zu achten und zu schützen.
Um 1450 kam die Stadt Bar wieder unter die Kontrolle des römisch-katholischen Venedigs, während das Hinterland von der orthodoxen Fürstenfamilie Crnojević beherrscht wurde, die dort mehr ihre Glaubensrichtung förderten. Einige Jahrzehnte standen Bar und seine Kirche noch unter der Protektion der Venezianer, bis die Stadt 1538 erstmals von den Türken erobert wurde und nach einer zweiten Eroberung 1571 schließlich Teil des Osmanischen Reiches wurde. Der damalige Erzbischof Johannes VIII. kam in türkische Gefangenschaft und wurde nach der Seeschlacht von Lepanto ermordet. Etwa die Hälfte der römisch-katholischen Bevölkerung hat Bar in jener Zeit verlassen, während ein Teil der Zurückgebliebenen in den folgenden Jahrzehnten zum Islam übertrat. Die St. Georgskathedrale wurde in eine Moschee umgewandelt.
Das Erzbistum Bar blieb aber auch unter türkischer Herrschaft erhalten. Es bildete einen wichtigen Kristallisationspunkt für den Erhalt des Katholizismus vor allem bei den Albanern. Die Erzbischöfe versorgten sowohl den Hl. Stuhl als auch die Venezianer mit Informationen über die kirchliche und politische Situation der Christen im Vilayet Shkodra. Ihre Kenntnisse gewannen sie nicht selten auf geheimen Reisen durch ihren Sprengel, denn die Osmanen gestatteten die Ausübung des Bischofsamts außerhalb der Stadt Bar nicht und sie ließen keinerlei Missionstätigkeit der römisch-katholischen Kirche zu. Die Erzbischöfe von Bar versuchten dann auch wiederholt, die Venezianer zur Rückeroberung der Stadt zu bewegen. Ein solcher Versuch endete 1717 ohne Erfolg.
1878 wurde Bar und ein Großteil des Bistumsgebiets Teil von Montenegro. Die Erzdiözese gehörte nun zu einem Land, in dem die Orthodoxie Staatsreligion war. Der Hl. Stuhl trug den neuen politischen Gegebenheiten Rechnung, indem er Bar 1886 in ein immediates Erzbistum umwandelte und seine verbliebenen Suffragane Lezha, Pult und Sappa (Budva und Ulcinj waren im 16. Jahrhundert untergegangen) dem 1867 gebildeten Erzbistum Shkodra unterstellte. All diese Bistümer lagen im damals noch osmanischen Albanien. Bar war nur mehr für die römischen Katholiken auf dem Gebiet Montenegros zuständig, die freilich zu einem großen Teil albanischsprachig waren. In Montenegro lebten Anfang des 20. Jahrhunderts rund 6.800 römische Katholiken. Ihre Rechte wurden durch das 1886 zwischen dem Hl. Stuhl und dem Fürstentum geschlossene Konkordat geregelt. Der Erzbischof erhielt eine staatliche Pension und die Regierung finanzierte pro Jahr einem Studenten das Theologiestudium in Rom. Auf Bitten Fürst Nikolas verlieh Papst Leo XIII. dem Erzbistum das Recht neben der lateinischen auch die altslawische Sprache für die Feier der römischen Liturgie zu gebrauchen, wie dies traditionell in einigen dalmatinischen Diözesen schon im Mittelalter Brauch gewesen war. Vgl. Altslawischer Ritus
Mit dem Ende der montenegrinischen Unabhängigkeit war das Konkordat hinfällig. Konkordatsverhandlungen mit Jugoslawien scheiterten in den 30er Jahren.
Nach dem Zweiten Weltkrieg hatte das Erzbistum Bar eine besondere Bedeutung für die albanischen Katholiken. Neben dem Jurisdiktionsbezirk im Kosovo war Bar die einzige Region, in der sie ihren Glauben frei ausüben konnten, während in Albanien das römisch-katholische Leben durch das Religionsverbot fast ganz zerstört worden war. So konnten nach der Liturgiereform des II. Vatikanischen Konzils, die die Muttersprache für den Gottesdienst einführte, die benötigten liturgischen Bücher in albanischer Sprache nur von Priestern der Erzdiözese Bar und der Administratur Prizren erarbeitet werden. Das in Bar entstandene albanische Messbuch wird bis heute mit nur wenigen Abwandlungen in allen albanischsprachigen Diözesen verwendet.
Der frühere Erzbischof von Tirana, Rrok Mirdita, stammte aus dem Erzbistum Bar.